# Esplas-de-Sérou
Esplas-de-Sérou ist eine französische Gemeinde mit 171 Einwohnern (Stand 1. Januar 2022) im Département Ariège in der Region Okzitanien. Sie gehört zum Kanton Couserans Est und zum Arrondissement Saint-Girons.
Nachbargemeinden sind Castelnau-Durban im Nordwesten, La Bastide-de-Sérou im Norden, Larbont im Nordosten, Montagagne im Osten, Sentenac-de-Sérou im Südosten, Boussenac im Süden, Biert im Südwesten sowie Rivèrenert und Rimont im Westen.

## Bevölkerungsentwicklung
| Jahr      | 1962 | 1968 | 1975 | 1982 | 1990 | 1999 | 2008 | 2015 |
| --------- | ---- | ---- | ---- | ---- | ---- | ---- | ---- | ---- |
| Einwohner | 189  | 133  | 84   | 120  | 91   | 143  | 157  | 172  |

## Persönlichkeit
- François Camel (1893–1941), Politiker und Widerstandskämpfer